# Mulvane, Kansas
Mulvane là một thành phố thuộc quận Sedgwick, tiểu bang Kansas, Hoa Kỳ. Năm 2010, dân số của xã này là 6111 người.

## Dân số
Dân số các năm:
- Năm 2000: 5155 người
- Năm 2010: 6111 người